# Heterodera glycines
Heterodera glycines, o el nematode de la soia, en anglès:soybean cyst nematode (SCN),és un nematode fitopatogen que infesta la soia (Glycine max) a tot el món. Aquest nematde infesta les arrels i les femelles finalment esdevenen un cist. Enre els símptomes de la infestació hi ha la clorosi de les fulles i tiges, necrosi radicular, pèrdua de rendiment agrícola de les llavors i supressió del creixement de les arrels i els brots

## Distribució
Es creu que és natiu d'Àsia. Aparegué als Estats Units el 1954 i en la dècada de 1980, a l'Argentina i Brasil, entre altres llocs.

## Control
Les pràctiques culturals com la rotació de conreus i usar cultivars resistents, es fan servir. Mantenir la fertilitat del sòl, el pH i la humitat redueixen la gravetat de la infecció. Elcontrol químic amb nematicides no es fa servir per qüestions econòmiques i mediambientals.